# John Fante
John Fante (8. dubna 1909 Denver, Colorado – 8. května 1983 Los Angeles Kalifornie) byl americký prozaik a scenárista.

## Biografie
Narodil se v Coloradu r.1909 italskému zedníkovi Nicola Fantemu a Mary Capolungo původem z Chicaga. V dětství býval často svědkem opilých výstupů otce, stejně tak na něj měla vliv i hluboká zbožnost matky, což se následně promítlo do jeho literární tvorby.
V Boulderu vystudoval církevní školu a jezuitskou střední školu s internátem. Dále studoval na coloradské univerzitě a na Long Beach City College.
Začal psát v roce 1929 a po několika neúspěšných pokusech o vydání mu vyšla první povídka v časopise The American Mercury roku 1932. Následovaly další publikované povídky v různých časopisech a první román Počkej na jaro, Bandini! (1938) s Arturo Bandinim v hlavní roli. Tahle postava se objeví ještě ve třech dalších beletristických dílech – Zeptej se prachu, Cesta do Los Angeles a Sny o kopci Bunker Hill – tyto 4 knihy bývají nazývány jako tzv. sága o Arturo Bandinim.
Kromě beletrie se věnoval i psaní scénářů. V roce 1937 se oženil s básnířkou Joyce Smart, s níž měl čtyři děti – tři syny a jednu dceru – a aby zajistil početnou rodinu, začal pracovat pro Hollywood. Mj. se podílel na filmech Full of Life, The Reluctant Saint, Something for A Lonely Man, My Six Loves a Walk on the Wild Side. Roku 1955 byl postižen cukrovkou, jejímž následkem v roce 1978 oslepl. V tvorbě však neustal a své ženě Joyce nadiktoval román Sny o kopci Bunker Hill.
John Fante zemřel 8. května 1983 ve věku 74 let.
Většina Fanteho děl se odehrává v Coloradu nebo v Kalifornii. Jeho styl se vyznačoval stručností a přímočarostí, obsahoval mnoho dialogů. Své texty členil na velmi krátké kapitoly, čímž dosáhl efektu rychlého plynutí děje. Jako jeden z prvních spisovatelů dokázal vylíčit krušný život spodní vrstvy obyvatel Los Angeles. Dalšími tématy, na něž lze ve Fanteho knihách narazit jsou kromě bídy identita italských přistěhovalců v Americe, rodinný život v duchu tradic křesťanské víry a též psaní.
Inspiroval mj. spisovatele Charlese Bukowského, který se nejen zasloužil o reedice jeho románů u svého vydavatele Black Sparrow, ale dokázal i Fanteho motivovat k další tvorbě v době těžké nemoci tím, že mu vyjádřil svoje uznání. Bukowski o Fantem napsal povídku Setkání s mistrem, angl. I meet the Master (k nalezení v knize Pobryndané spisy), v níž však pozměnil jeho jméno na John Bante.

## Dílo

### Romány a novely
- Počkej na jaro, Bandini, angl. Wait Until Spring, Bandini (1938, česky 2001) – příběh o nelehkém životě chudých italských přistěhovalců v USA.
- Zeptej se prachu, angl. Ask the Dust (1939, česky 2003) – druhá kniha s Arturem Bandinim v hlavní roli.
- Plný života, angl. Full of Life (1952) – reedice 1988.
- Bratrstvo vinné révy, angl. The Brotherhood of the Grape (1977) – reedice 1988.
- Sny o kopci Bunker Hill, angl. Dreams from Bunker Hill (1982, česky 2004)
- Cesta do Los Angeles, angl. The Road to Los Angeles (1985) – ačkoliv Fante knihu napsal již v roce 1933, vydání se dočkala až 2 roky po jeho smrti.
- 1933 byl špatný rok, angl. 1933 Was A Bad Year (1985) – další raný román vydaný posmrtně.
- Na západ od Říma, angl. West of Rome (1986, česky 2001) – pod názvem knihy se skrývají 2 novely: Můj pes blbec a Orgie.

### Povídky a jiné
- Italské červené, angl. Dago Red (1940) – sbírka krátkých povídek.
- Víno mládí: Vybrané povídky Johna Fanteho, angl. The Wine of Youth: Selected Stories of John Fante (1985) – znovu vydaná sbírka povídek Italské červené plus několik dosud nezveřejněných.
- John Fante & H.L.Mencken: A Personal Correspondence 1930-1952 (1989) – zveřejněná korespondence Johna Fanteho se svým nakladatelem H.L.Menckenem.
- John Fante: Selected Letters 1932-1981 (1991) – dopisy
- The Big Hunger: Stories, 1932-1959 (2000) – soubor povídek